# ラアス・アル＝ハイマ市
ラアス・アル＝ハイマ市（アラビア語: رَأْس ٱلْخَيْمَة）はアラブ首長国連邦の都市である。ラアス・アル＝ハイマ首長国の首都である。

## 経済
- ラアス・アル＝ハイマ経済圏（英語版）（RAKEZ）
- ラアス・アル＝ハイマ自由貿易圏（英語版）（RAK FTZ）

陶磁器
- RAK Ceramics

製薬
- Julphar

## 交通

### 空港
- ラアス・アル＝ハイマ国際空港

## スポーツ
- エミレーツ・クラブ